# Yolçatı, Lice
Yolçatı là một xã thuộc huyện Lice, tỉnh Diyarbakır, Thổ Nhĩ Kỳ.